# Mayo-Rey
Mayo-Rey är ett departement i Kamerun.   Det ligger i regionen Norra regionen, i den nordöstra delen av landet, 600 km nordost om huvudstaden Yaoundé. Antalet invånare är 242 441.